# カトリック・カリスマ刷新

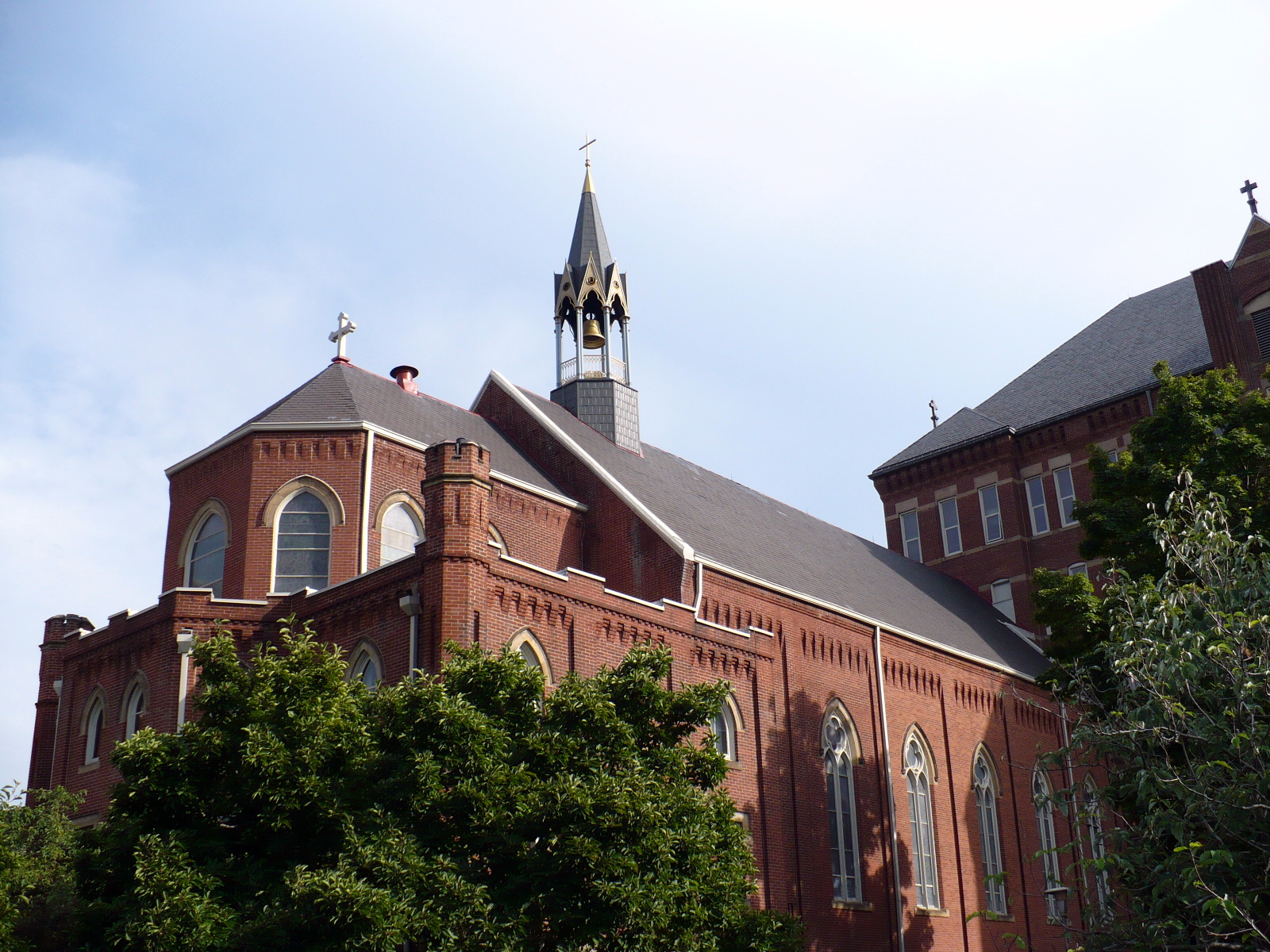
デュケイン大学のチャペル

カトリック・カリスマ刷新（かとりっく・かりすまさっしん、英語:Catholic Charismatic Renewal、Charismatic Catholicism）は、ローマ・カトリック教会の聖霊運動。ペンテコステ派と福音主義に近いことで知られる。
カリスマ刷新は、活発なミサ、預言と異言を伴う集会、ワーシップ礼拝に特徴付けられている。

## カトリック・カリスマ刷新の起こり
1967年2月、カトリックのデュケイン大学の数名の教員と大学生の修養会（観想会）を起こりとする。
ここで多くの学生が聖霊のバプテスマと呼ばれる神の霊を受けた。教授も、2・3週間前に聖霊のバプテスマを受けていたという。神の御業は、学生の祈りと使徒行伝、十字架と飛び出しナイフの学びによって、備えられていた。そしてノートルダム大学の大学院生と教授にも広がった。
2003年の時点で、世界の230か国以上の国々に広がり、1億2000人に及んでいる。
日本ではカトリック初台教会でカトリック・カリスマ刷新の集会が持たれていた。

## 書籍
- 『聖霊と教会　カトリック・ペンテコスタリズム』 ISBN 488216180X
- 『霊の賜物とカリスマ刷新』フランシス・サリバン ISBN 4882161052

## 関連
- ペンテコステ派
- カリスマ運動
- 聖霊派